# Ellen's Energy Adventure
Ellen's Energy Adventure was een darkride in het Amerikaanse attractiepark Epcot, die officieel werd geopend op 1 oktober 1996, alhoewel de attractie al toegankelijk was voor bezoekers in het laatste jaar van de verbouwing. Het was een combinatie tussen een darkride en een aantal films, waarin Bill Nye the Science Guy Ellen DeGeneres mee terugnam door de tijd om haar over energie te leren. De attractie verving de voormalige attractie Universe of Energy, die haar deuren sloot op 20 januari 1996. Ellen's Energy Adventure zelf sloot haar deuren op 13 augustus 2017 om plaats te maken voor Guardians of the Galaxy: Cosmic Rewind, een attractie in het thema van Guardians of the Galaxy.
Hoewel het paviljoen waarin Ellen's Energy Adventure zich bevond nog steeds Universe of Energy heette, nam Ellen's Energy Adventure het paviljoen in zijn geheel in beslag en konden de twee zo goed als synoniem worden gezien.

## Geschiedenis
Vóór opening van Ellen's Energy Adventure bevond zich in het Universe of Energy-paviljoen de attractie Universe of Energy, die stamde uit 1982. Die attractie werd destijds gesponsord door ExxonMobil (toen nog alleen Exxon). Ondanks eerdere populariteit van deze attractie, liep het aantal bezoeken aan de attractie steeds verder af en werd er door gasten geklaagd dat de attractie een te serieuze ondertoon zou hebben. Er werd daarom door Disney en ExxonMobil besloten om de attractie te vernieuwen, waarbij het verzoek vanuit ExxonMobil was dat de attractie open zou zijn vóór het 15-jarige jubileum van het Universe of Energy-paviljoen in 1997. Vervolgens werd door Disney het idee van "Ellen's Energy Crisis" gepitcht, waarbij de schatting was dat de verbouwing 5 maanden in beslag zou nemen. Daarop sloot de Universe of Energy-attractie op 20 januari 1996 voorgoed haar deuren.
Eisen voor de nieuwe variant van Universe of Energy waren dat er gebruik moest worden gemaakt van het bestaande gebouw, het bestaande transportsysteem, de bestaande projectietechnieken en de Primeval Diorama-sectie, omdat deze sectie te populair was om te verwijderen. De voorshow, de aankleding van beide filmscènes en enkele elementen uit de Primeval Diorama-sectie werden wel aangepast voor de nieuwe attractie. De voornaamste verandering was echter wat betreft de opzet van de attractie: Ellen DeGeneres werd toegevoegd als presentatrice aan de nieuwe attractie om het geheel een luchtigere tint te geven, samen met Bill Nye the Science Guy. Voor fysieke veranderingen van de attractie betekende dat vooral het toevoegen van nieuwe films aan de filmscènes en het plaatsen van een animatronic van Ellen DeGeneres. Aan de buitenzijde kreeg het paviljoen een nieuw kleurenpalet van pastelachtige regenboogkleuren.
Door vertraging met het opnemen en bewerken van de films voor de nieuwe attractie, die gepland was voor een opening voor het zomerseizoen van 1996, zou de attractie niet op tijd open kunnen gaan. Er werd daarom besloten om tijdelijk de attractie te openen in de oude Universe of Energy-setting, maar met de infrastructuur van de nieuw te openen Ellen's Energy Crisis. Met de mengeling van een oude setting met een nieuwe infrastructuur, werden pogingen gedaan om de nieuwe infrastructuur niet te doen hinderen voor de attractiebeleving: de oorspronkelijk film voor het Kinetic Mosaic werd gepresenteerd op de vijf nieuwe projectschermen, de nieuwe geluidsopenames in de Primeval Diorama-sectie werden gedempt en er werd een kunstmatig rotsblok voor de nieuwe Ellen DeGeneres-animatronic geplaatst, zodat deze niet op zou vallen. Uiteindelijk werd deze mengeling van oud en nieuw gesloten op 1 september 1996 en kreeg de attractie, nu Ellen's Energy Crisis geheten, op 15 september van datzelfde jaar een soft opening. Na deze periode van soft opening werd de nieuwe attractie officieel geopend op 1 oktober 1996. De naam van de attractie werd toen gewijzigd naar Ellen's Energy Adventure.
Na de opening van de attractie is er een beperkt aantal wijzigingen geweest. In 2001 gingen het voormalige Exxon en Mobil samen tot ExxonMobil waardoor de verwijzingen naar de sponsor moesten worden aangepast. In 2004 zei ExxonMobil de sponsoring van de attractie echter op, waardoor het paviljoen sinds 2004 zonder sponsor zit. In 2009 werden tot slot nog enkele verbeteringen aan het audiosysteem doorgevoerd en werden de kleuren aan de buitenzijde van het paviljoen terug hersteld naar de oorspronkelijke Universe of Energy-kleuren.
Op 15 juli 2017 werd er op de D23 Expo aangekondigd dat het Universe of Energy-paviljoen, en daarmee Ellen's Energy Adventure, zou worden vervangen door een nieuw paviljoen rondom de films van  Guardians of the Galaxy, met daarin de attractie Guardians of the Galaxy: Cosmic Rewind. Het paviljoen en de attractie werden om die reden op 13 augustus 2017 voorgoed gesloten.

## Opzet
De attractie start met een voorshow, waarin bezoekers nog staan. In de tweede voorshow nemen bezoekers plaats in een, op het eerste gezicht lijkende, bioscoopzaal. Het theater draait vervolgens 180 graden, waarna de bezoekers naar een zes minuten durende film kijken, waarin de actrice Ellen DeGeneres een grote rol speelt. Tijdens het derde gedeelte draait het theater 90 graden, waarna bezoekers in de eerste scène van de darkride kijken. Hierin staan meerdere animatronics van dinosauriërs opgesteld. Vervolgens wordt het theater opgedeeld in twaalf voertuigen. Hierna begint de darkride en volgen de twaalf grote voertuigen in groepen van twee elkaar langs de verschillende scènes. Het darkridegedeelte duurt zeven minuten. In de darkride staan 26 animatronics opgesteld, waarin een van Ellen DeGeneres die vecht met dinosauriërs. Ten slotte volgt een film, waarin de acteur Michael Richards te zien is. Als afsluiting volgen de voertuigen dezelfde route terug, maar dan achteruit. Vervolgens zal in een twee minuten durende film Ellen DeGeneres haar conclusie vertellen.

## Afbeeldingen

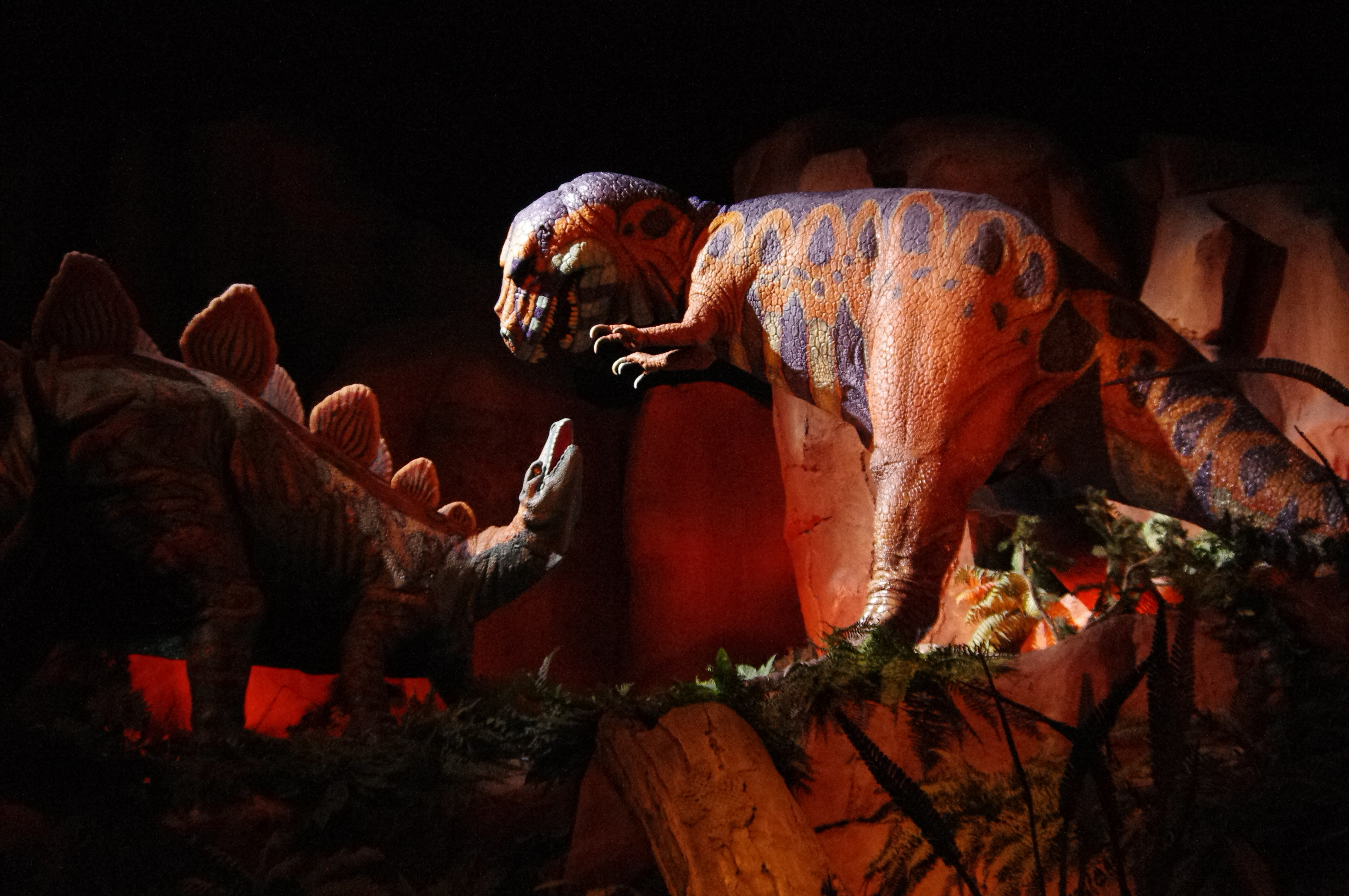
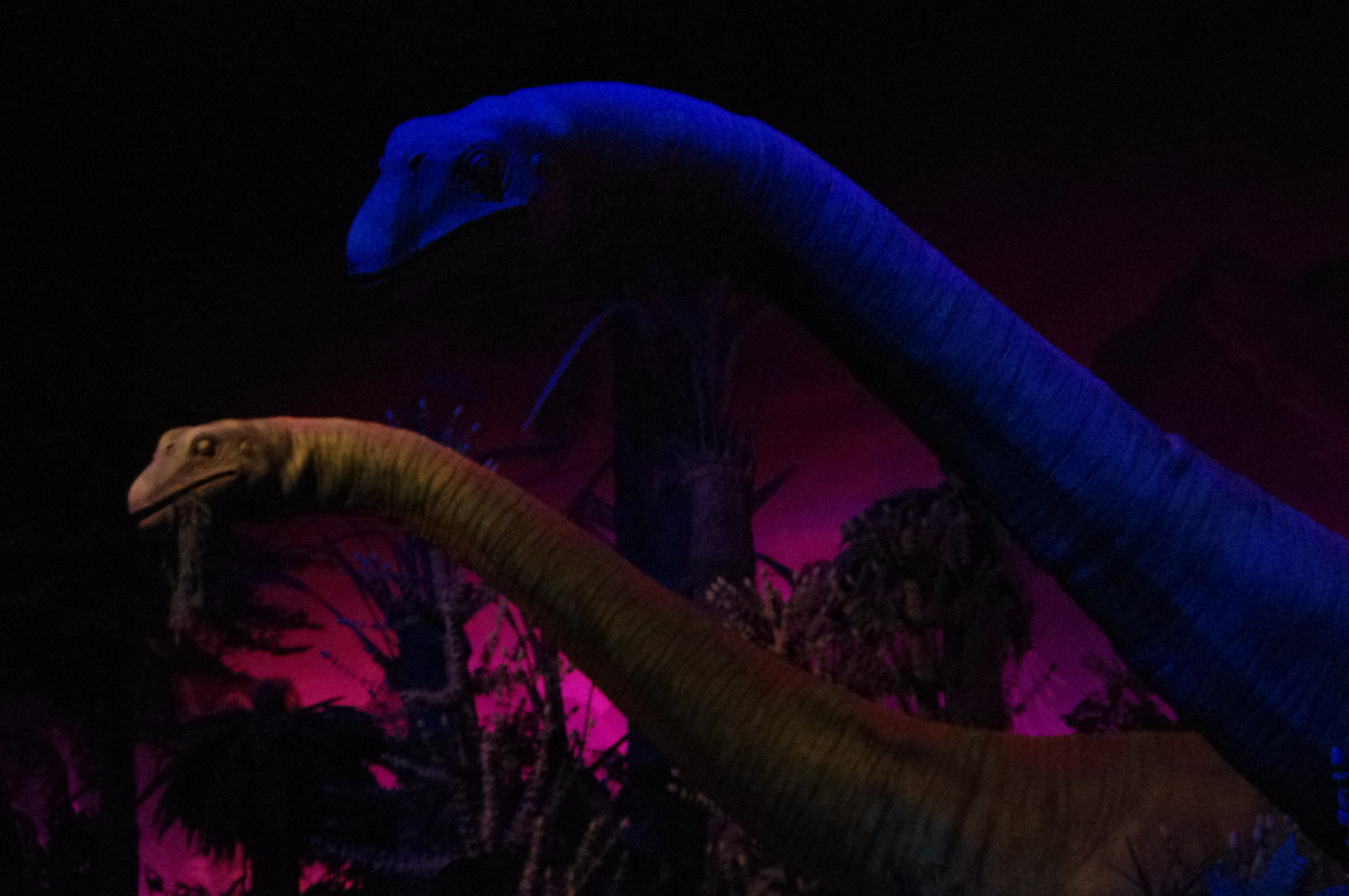
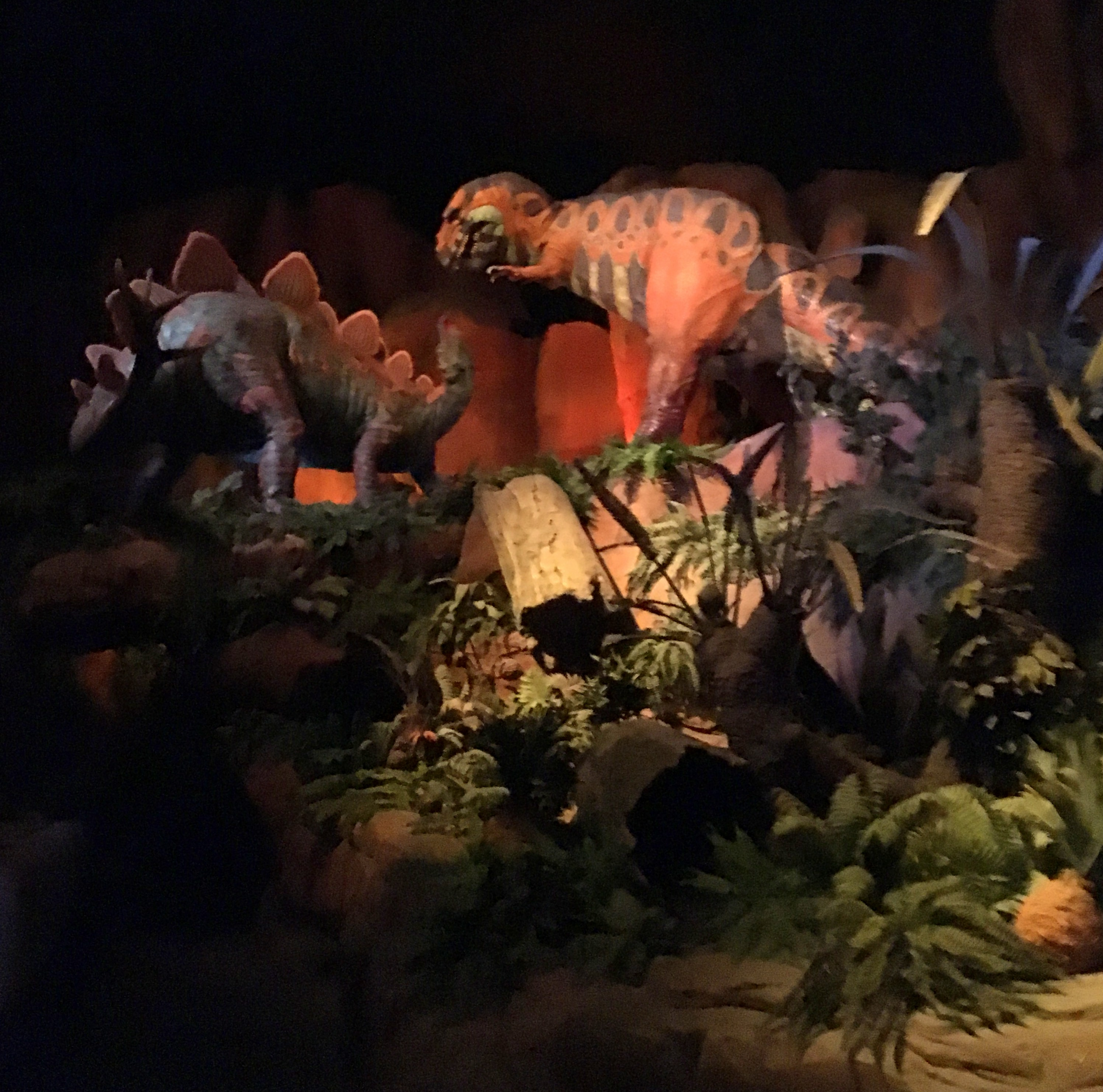
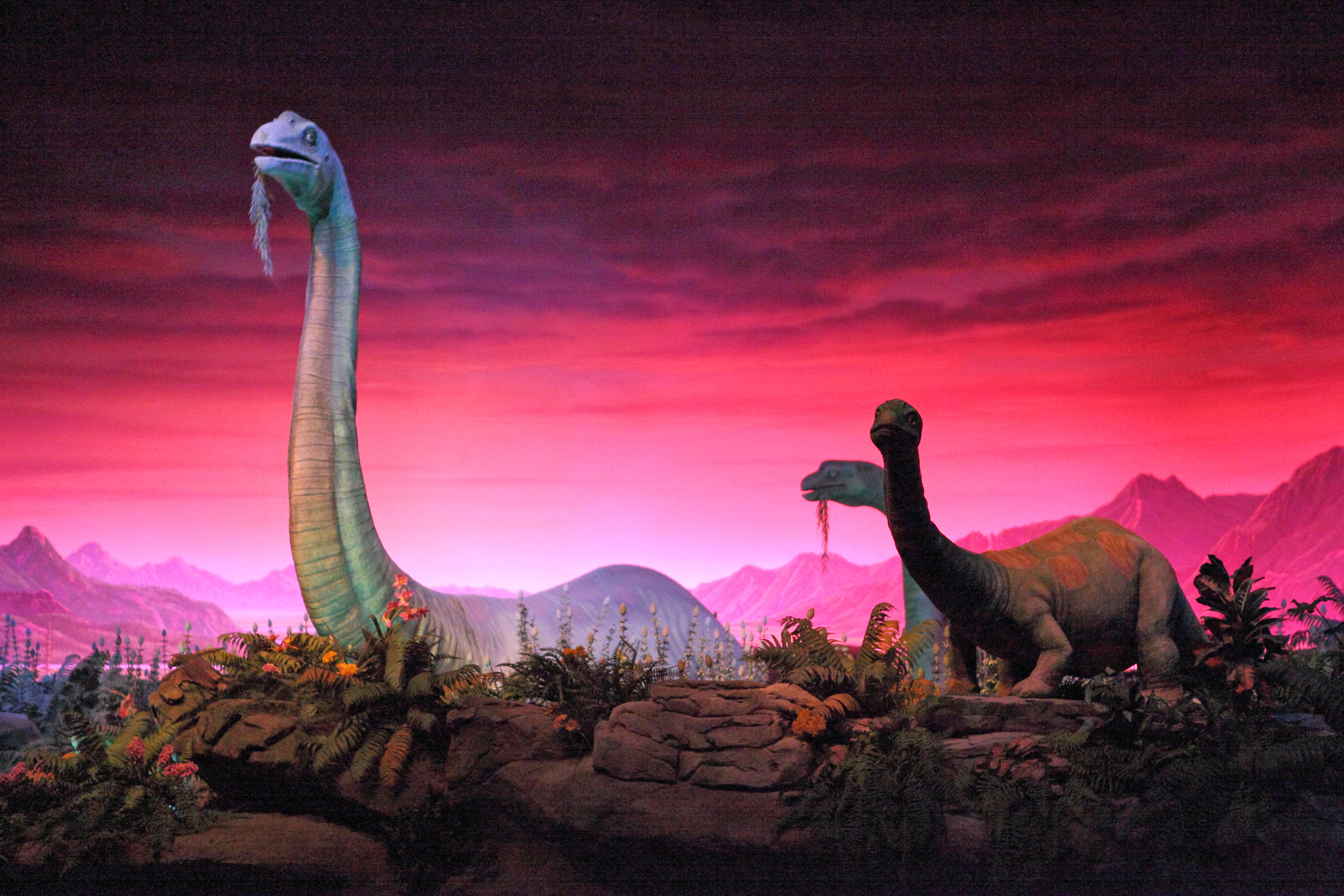
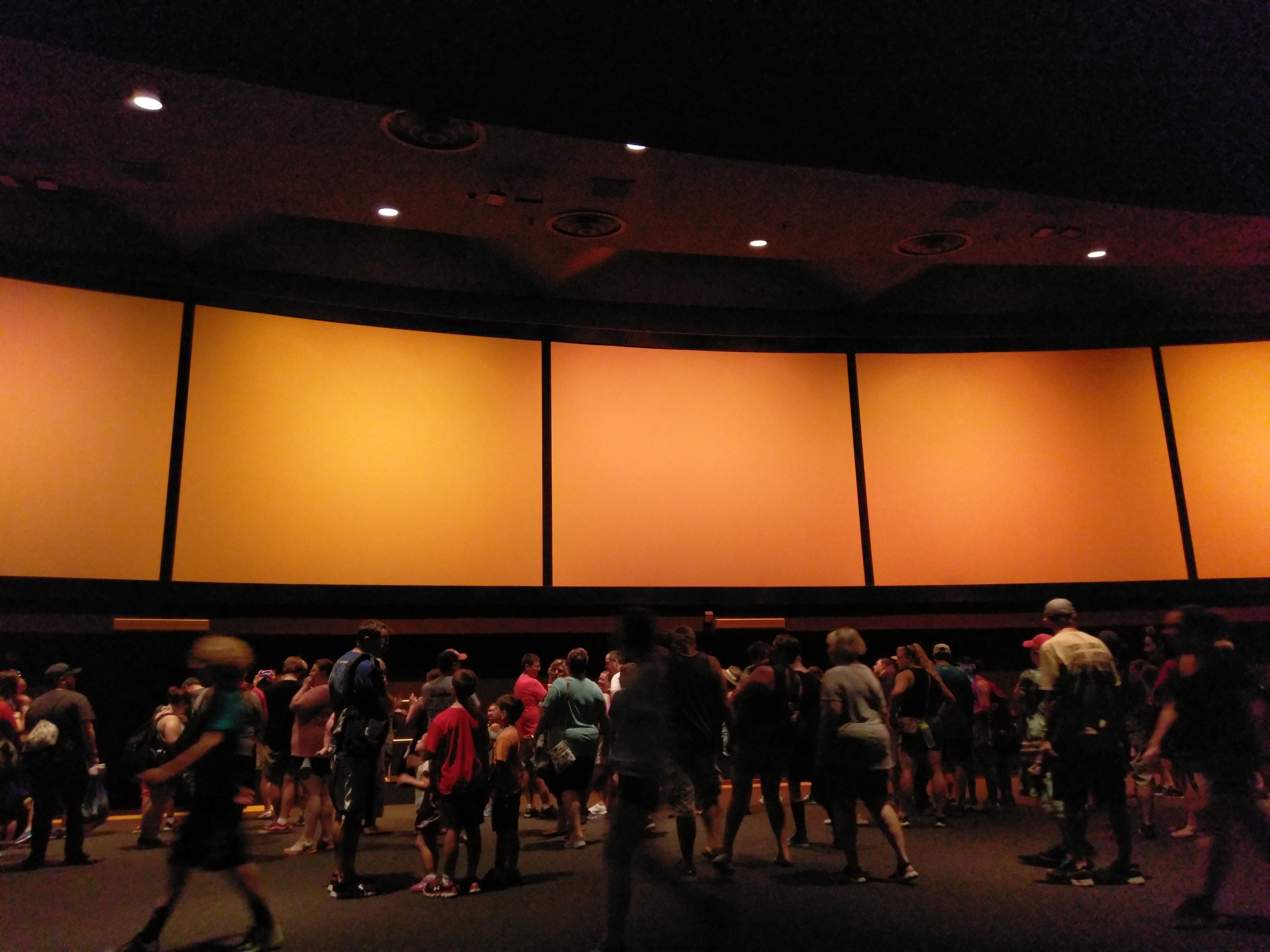
Voorshow